# Hans Bunge-Ottensen
Hans Bunge-Ottensen (* 3. Juni 1899 in Altona, Stadtteil Ottensen; † 21. August 1983 in Ratzeburg; eigentlich Hans Willi Theodor Bunge) war ein deutscher Maler, Aquarellist, Buchkünstler, Zeichner und Schnitzer.

## Leben
Hans Bunge-Ottensen war der älteste von drei Söhnen des aus Mölln stammenden kaiserlichen Postbeamten Georg Bunge und seiner von einem Bauernhof bei Rendsburg stammenden Ehefrau Maria, geb. Heeschen. Die Familie übersiedelte 1909 nach Ratzeburg. In der Kindheit verlor er krankheitsbedingt seine Sehkraft auf dem linken Auge, die des rechten wurde mit zunehmendem Alter ebenfalls immer schwächer. Die letzten Lebensjahre war er total erblindet. Als Teilnehmer des letzten Kriegsjahres erlitt er 1918 durch Granatexplosionen einen allmählich zu völliger Taubheit führenden Gehörschaden. Nach Kriegsende war er für kurze Zeit als Kanzlist auf dem Landratsamt in Ratzeburg tätig. Das Abitur konnte er wegen der körperlichen Beeinträchtigungen und Wirren in der Nachkriegszeit nicht nachholen.
1918–1920 besuchte er die Kunstschule in Lübeck unter der Leitung von Willibald Leo von Lütgendorff-Leinburg. Bunge-Ottensen erwarb laut der sehr guten Zeugnisse Fähigkeiten im Zeichnen und Malen nach dem lebenden Modell, von Landschaft und Stillleben. Weitere Unterrichtsfächer waren Perspektive und Anatomie. Zu seinen Mitschülern zählten Erich Dummer und Wilhelm Neckel. 1920–1921 folgte ein Studium an der Königlichen Akademie für graphische Künste und Buchgewerbe in Leipzig. Seine Lehrer waren u. a. Hermann Delitsch (Schriftkunst), Hugo Steiner-Prag (Zierformenzeichnen) und Hans Soltmann (Zeichnen nach dem Leben). 1921–1922 studierte er an der Akademie der bildenden Künste in München. Seine dortigen Lehrer im Fach Naturzeichnen waren Carl Johann Becker-Gundahl und Franz von Stuck. In der Folgezeit war er freiberuflich tätig und nannte sich ab 1924 Bunge-Ottensen, um Verwechselungen zu vermeiden. 1929–1930 studierte er nochmals für drei Semester in Leipzig, wo er die Grafikstudentin Ilse Goldammer (1910–2007) kennenlernte, die er 1930 heiratete.
1931–1947 lebte Bunge-Ottensen freiberuflich in Hamburg mit Atelier im Hafenhaus am Kajen. 1937 musste er zur Ausbildung an die Technische Hochschule der Wehrmacht, um als Technischer Zeichner an Kasernenbauten teilzunehmen. 1943 wurde sein Atelier durch Bomben zerstört, es folgte ein Umzug nach Ratzeburg. Hier traf er sich gelegentlich mit Karl Gatermann d. Ä., der ein Jahr zuvor in Lübeck ebenfalls durch Bomben seine gesamte Habe verloren hatte und nach Ratzeburg zu seiner Schwester gezogen war. Am 21. August 1983 verstarb Hans Bunge-Ottensen in Ratzeburg.

## Werk
Die Motive seiner Zeichnungen, farbkräftigen Aquarelle und Ölgemälde fand Bunge-Ottensen vorwiegend in den ihn jeweils umgebenden Stadt- und Naturlandschaften; auch zahlreiche Stillleben und Porträts sind bekannt. Sein Kollege Curt Stoermer schrieb 1968: „Bunge-Ottensen ist kein gefälliger Heimatkünstler, vielmehr leidenschaftlich den Problemen der neuen Kunstentwicklung zugewandt. Das Bild auf der Staffelei ist keine Wiederholung im Sinne des vorausgegangenen, sondern immer wieder ein Anfang, der ihm auferlegt, Form und Gestaltungsweise neu zu erobern. Die Malweise ist oft dem Kubismus angenähert, Flächen werden zu räumlichen Gebilden.“ 1974 beschrieb Hans-Georg Kaack, Kreisarchivar des Kreises Herzogtum Lauenburg und Leiter des Ratzeburger Kreismuseums, anlässlich einer Ausstellungseröffnung sein Schaffen so: „Hans Bunge-Ottensen verwandelt die äußere Wirklichkeit und erschafft sich eine neue künstlerische Wirklichkeit aus eigenen Formen, nach selbst gefundenen Gesetzen. Form und Aussage stehen in einem direkten Verhältnis zueinander, so dass die Form dem Aussagewillen entsprechend impressionistische, expressionistische oder kubistische Stileigenheiten aufweisen kann, ja sogar surreale.“
Für die von Lothar Roeßler im Naturpark Lauenburgische Seen angeregte Anlage von Wanderwegen schnitzte Bunge-Ottensen im Laufe von gut zehn Jahren ab 1959 über 150 Wegweiser und Lehrtafeln zu Flora und Fauna aus Eichenholz. Wegen ihres künstlerischen Wertes wurden manche der Schilder entwendet.